# José Ignacio Peleteiro
José Ignacio Peleteiro Ramallo (A Pobra do Caramiñal, 16 juni 1991) – alias Jota –  is een Spaans voetballer die doorgaans als offensieve middenvelder speelt. Hij verruilde Aston Villa in oktober 2020 voor Deportivo Alavés.

## Clubcarrière
Jota komt uit de jeugdopleiding van Celta de Vigo. Hij debuteerde voor het eerste elftal op 30 januari 2011 in de Segunda División tegen FC Barcelona B. Gedurende het seizoen 2012/13 werd hij verhuurd aan Real Madrid Castilla, het tweede elftal van Real Madrid CF. Daar kwam hij tot drie competitieoptredens. Tijdens het seizoen 2013/14 werd hij verhuurd aan SD Eibar. In augustus 2014 tekende hij voor in eerste instantie drie seizoenen bij Brentford.